# GP西フランス・プルエー2005
GP西フランス・プルエー2005は、GP西フランス・プルエーの70回目のレース。2005年8月28日に行われた。

## 結果
プルエー 226km
|    | 選手名                     | 国籍           | チーム名                 | 時間          |
| -- | -------------------------- | -------------- | ------------------------ | ------------- |
| 1  | ジョージ・ヒンカピー       | アメリカ合衆国 | ディスカバリーチャンネル | 4時間59分42秒 |
| 2  | アレクサンドル・ウソフ     | ベラルーシ     | AG2R・プレヴォワイアンス | 同            |
| 3  | ダヴィデ・レベッリン       | イタリア       | ゲロルシュタイナー       | 同            |
| 4  | ダニエーレ・ベンナーティ   | イタリア       | ランプレ・カッフィータ   | 同            |
| 5  | ペーター・ヴロリッヒ       | オーストリア   | ゲロルシュタイナー       | 同            |
| 6  | マルクス・ツベルク         | スイス         | ゲロルシュタイナー       | 同            |
| 7  | クリスティアン・モレーニ   | イタリア       | クイックステップ         | 同            |
| 8  | ルカ・パオリーニ           | イタリア       | クイックステップ         | 同            |
| 9  | クルトアスル・アルヴェセン | ノルウェー     | チームCSC                | 同            |
| 10 | ヤン・ウルリッヒ           | ドイツ         | T-モバイル               | 同            |